# 月岡シネマ
月岡シネマ（つきおかシネマ）は、かつて秋田県大仙市（旧：大曲市）にあった映画館。大曲月岡シネマとも呼ばれた。1946年（昭和21年）開館、2006年（平成18年）10月9日閉館。

## データ
- 所在地：秋田県大仙市大曲通町3-13
- 運営：合資会社月岡映画劇場
- 座席数
シネマ1：150席
シネマ2：350席

## 歴史
1946年（昭和21年）、仙北郡大曲町で築地武四郎が「大曲映画劇場」を開設したのが始まりで、翌1947年（昭和22年）12月、館名を月岡映画劇場に改称。後に「日本劇場」「大曲東映劇場」を増設し3スクリーン体制となった。
1990年代に入って以降も『金田一少年の事件簿』『もののけ姫』『ホーホケキョ となりの山田くん』『千と千尋の神隠し』『イノセンス』『スチームボーイ』などのアニメ映画から、『釣りバカ日誌15 ハマちゃんに明日はない!?』などの実写映画まで数多く上映してきたが、2001年（平成13年）にイオン秋田・TOHOシネタウン（現：TOHOシネマズ秋田）がオープンしてから徐々に陰りが見え始め、最終的に2006年（平成18年）10月9日、『ゲド戦記』と『日本沈没』の上映を最後に閉館し60年の歴史に幕を閉じた。大曲市が近隣6町村と合併し大仙市となってから1年7か月後のことであった。
閉館から約1年半後の2008年（平成20年）3月3日、同館跡地にビジネスホテル「ホテルルートイン大曲駅前」がオープン。同年10月11日、イオンモール大曲内にシネマコンプレックス「イオンシネマ大曲」がオープンし、2年ぶりに大仙市内に映画の灯がともった。2018年（平成30年）4月現在、秋田県内にはイオンシネマ大曲（5スクリーン）の他、秋田市のTOHOシネマズ秋田（8スクリーン）、ルミエール秋田（5スクリーン）、能代市のイオンファミリーシアター能代の5サイト・21スクリーンの映画館が営業している。